# Karmijnvliegenvanger
De karmijnvliegenvanger (Petroica pusilla) is een zangvogel uit de familie Petroicidae (Australische vliegenvangers).

## Kenmerken
De lichaamslengte bedraagt 12 tot 14 cm.

## Leefwijze
Deze vogel van bos en struikgewas stort zich vanaf een uitkijkpost op de insecten op de grond.

## Voortplanting
Het komvormige nest is gemaakt van gras en schorsrepen, spinrag en korstmos en wordt gebouwd in een holte, op een tak of in een takvork.

## Verspreiding en leefgebied
De karmijnvliegenvanger komt voor op eilanden in de Stille Oceaan, waaronder Vanuatu, Fiji en Samoa. De vogel leeft in eucalyptusbossen in de zomer en in meer open habitats in de winter. Er zijn tien ondersoorten:
- P. p. soror: Vanua Lava van de Bankseilanden.
- P. p. ambrynensis: de Bankseilanden en noordelijk Vanuatu.
- P. p. feminina: centraal Vanuatu.
- P. p. cognata: zuidelijk-centraal Vanuatu.
- P. p. tannensis: Tanna (eiland) (zuidelijk Vanuatu)
- P. p. similis: zuidelijk Vanuatu.
- P. p. kleinschmidti: westelijk en noordelijk Fiji.
- P. p. taveunensis: noordoostelijk Fiji.
- P. p. becki: zuidelijk Fiji.
- P. p. pusilla: Samoa.

## Status
De grootte van de populatie is niet gekwantificeerd maar de soort wordt omschreven als plaatselijk vrij algemeen. Op de Rode lijst van de IUCN heeft deze soort de status niet bedreigd.